# AAA World Cruiserweight Championship
Der AAA World Cruiserweight Championship (spanisch: Campeonato Mundial Crucero AAA) ist ein Wrestlingtitel der mexikanischen Lucha-Libre-Promotion Asistencia Asesoría y Administración (AAA). Der Name bezieht sich auf das Gewicht von maximal 105 kg (Cruisergewicht), wobei im Wrestling Gewichtsangaben nicht immer zutreffen müssen. In Mexiko wird sie meist als „Junior Heavyweight“ bezeichnet, während „Cruiserweight“ eher in den Vereinigten Staaten und Kanada verwendet wird. In Deutschland spricht man meist von Highflyern, in Referen auf die akrobatischen Künste der Wrestler. Wie bei allen Wrestlingtiteln wird der Titel im Rahmen einer Storyline vergeben.
Der Championship hieß ursprünglich AAA Cruiserweight Championship, das „World“ kam dazu, als der amtierende Champion El Hijo del Fantasma am 17. August 2014 ein Match gewann, das den Titel mit dem AAA Fusión Championship vereinigte. Bisher haben 14 verschiedene Wrestler den Titel gehalten.

## Titelstatistiken
| Rekord                  | Rekordhalter                        | Einheit      |
| ----------------------- | ----------------------------------- | ------------ |
| Meiste Titelgewinne     | Alex Koslov Laredo Kid Xtreme Tiger | je 2-mal     |
| Längste Regentschaft    | Laredo Kid                          | 1218 Tage    |
| Kürzeste Regentschaft   | Alex Koslov                         | 9 Tage       |
| Ältester Titelträger    | Juventud Guerrera                   | 37 Jahre     |
| Jüngster Titelträger    | Daga                                | 24 Jahre     |
| Schwerster Titelträger  | Johnny Mundo                        | 98 Kilogramm |
| Leichtester Titelträger | Xtreme Tiger                        | 67 Kilogramm |

## Titelgeschichte
Erster Champion war Alex Koslov, der Alan Stone und Xtreme Tiger bei einem AAA Television Taping am 21. Mai 2009 in Aguascalientes, Aguascalientes besiegen durfte. Längster amtierender Champion ist El Hijo del Fantasma, der den Titel 945 Tage halten durfte.

### Reigns
| Nr. | Wrestler             | Anzahl | Datum              | Tage | Ort                       | Veranstaltung                  | Anmerkungen | EN           |
| --- | -------------------- | ------ | ------------------ | ---- | ------------------------- | ------------------------------ | --- | ------------ |
| 1   | Alex Koslov          | 1      | 21. Mai 2009       | 23   | Aguascalientes            | AAA-Fernsehaufnahmen           | Alex Koslov besiegte Alan Stone und Xtreme Tiger im Finale eines 12-Mann-Turniers und wurde so erster Champion. Das Match wurde am 31. Mai 2009 ausgestrahlt. | [ 4 ]        |
| 2   | Xtreme Tiger         | 1      | 13. Juni 2009      | 69   | Mexiko-Stadt              | Triplemanía XVII               | Xtreme Tiger besiegte Alan Stone, Alex Koslov und Crazy Boy in einem Hardcore-Elimination-Match, um den Titel zu gewinnen. | [ 5 ]        |
| 3   | Alex Koslov          | 2      | 21. August 2009    | 9    | Ciudad Madero, Tamaulipas | Verano de Escándalo (2009)     | Alex Koslov besiegte Xtreme Tiger, Jack Evans, Rocky Romero und Teddy Hart in einem Five-Way-Elimination-Match um den Titel | [ 6 ]        |
| —   | Vakant               | —      | 30. August 2009    | —    | Tlalnepantla              | AAA-Fernsehaufzeichnung        | Wurde für vakant erklärt, nachdem Alex Koslov ein Sechs-Mann-Steel-Cage-Match verlor, bei dem der letzte Mann im Stahlkäfig die Promotion verlassen musste. | [ 7 ]        |
| 4   | Xtreme Tiger         | 2      | 26. September 2009 | 253  | Monterrey, Nuevo León     | Héroes Inmortales III          | Xtreme Tiger besiegte Jack Evans, Rocky Romero, Sugi San und Teddy Hart in einem Match um den vakanten Titel. | [ 8 ]        |
| 5   | Jack Evans           | 1      | 6. Juni 2010       | 713  | Mexiko-Stadt              | Triplemanía XVIII              | Jack Evans besiegte Xtreme Tiger, Christopher Daniels und Nosawa Rongai in einem Elimination-Match. | [ 9 ]        |
| 6   | Juventud Guerrera    | 1      | 19. Mai 2012       | 197  | Chilpancingo, Guerrero    | Noche de Campeones             | Juventud Guerrera besiegte Jack Evans, Psicosis und Teddy Hart in einem Hardcore-Match. | [ 10 ]       |
| 7   | Daga                 | 1      | 2. Dezember 2012   | 623  | Zapopan, Jalisco          | Guerra de Titanes (2012)       | Daga besiegte Juventud Guerrera, Fénix, Jack Evans, Joe Líder und Psicosis in einem Leiter-Match. | [ 11 ]       |
| 8   | El Hijo del Fantasma | 1      | 17. August 2014    | 945  | Mexiko-Stadt              | Triplemanía XXII               | Fantasma besiegte Daga, Angélico, Australian Suicide, Bengala, Drago, Fénix, Jack Evans, Joe Líder und Pentagón Jr. in einem Zehn-Mann-Elimination-Match, bei dem der AAA Fusión Championship mit dem Titel vereinigt wurde. Seitdem trägt der Titel den Namen „AAA World Cruiserweight Championship“. | [ 2 ] [ 12 ] |
| 9   | Johnny Mundo         | 1      | 19. Juli 2017      | 196  | Monterrey, Nuevo León     | Rey de Reyes (2017)            | Mundo besiegte Fantasma und El Texano Jr. in einem Three-Way-Match, indem es auch um die AAA Mega und AAA Latin American Championships ging. | [ 13 ]       |
| 10  | Lanzeloth            | 1      | 1. Oktober 2017    | 117  | San Luis Potosí           | Héroes Inmortales XI           | Besiegte Angelical, Dragon Solar, Hijo del Vikingo, Máscara de Bronce, Solaris, Tiger Boy, Venum und Villano III Jr. | [ 3 ]        |
| 11  | Australian Suicide   | 1      | 26. Januar 2018    | 211  | Mexiko-Stadt              | Guerra de Titanes (2018)       | |              |
| 12  | Sammy Guevara        | 1      | 25. August 2018    | 175  | Mexiko-Stadt              | Triplemanía XXVI               | Gewann den Titel in einem Fatal-Four-Way gegen den Titelträger, Shane Strickland und ACH. |              |
| 13  | Laredo Kid           | 1      | 16. Februar 2019   | 1218 | Morelia, Michoacán        | AAA Conquista Total            | |              |
| –   | Lio Rush             | 1      | 10. Februar 2021   | –    | Orlando, Florida          | MLW Fusion                     | Rushs MLW World Middleweight Championship war ebenfalls zu gewinnen. AAA erkannte den Titelgewinn jedoch nicht an und führte Laredo Kid weiterhin als Titelträger. |              |
| 14  | Fénix                | 1      | 18. Juni 2022      | 394  | Tijuana                   | Triplemanía XXX                | Gewann ein Winner Takes All Match gegen Laredo Kid, Bandido und Taurus. Wurde gleichzeitig AAA Latin American Champion |              |
| —   | Vakant               | —      | 17. Juli 2023      | —    | —                         | —                              | Wurde für vakant erklärt, nachdem Fénix die Promotion verließ. | [ 14 ]       |
| 15  | Komander             | 1      | 23. September 2023 | 595  | Mexiko-Stadt              | AAA Luchando por Mexico        | Gewann ein Four-Way-Match gegen Kuukai, Mecha Wolf 450 und SB Kento um den vakanten Titel. | [ 15 ]       |
| 16  | Matt Riddle          | 1      | 17. August 2024    | 112  | Aguascalientes            | Triplemanía XXXII: Mexico City | |              |
| 17  | Laredo Kid           | 2      | 7. December 2024   | 154+ | Mexiko-Stadt              | Cierre De La Gira Origenes     | |              |

## Statistik
| Rang | Wrestler             | Anzahl | Tage  |
| ---- | -------------------- | ------ | ----- |
| 1    | Laredo Kid           | 2      | 1372+ |
| 2    | El Hijo del Fantasma | 1      | 945   |
| 3    | Jack Evans           | 1      | 713   |
| 4    | Daga                 | 1      | 623   |
| 5    | Komander             | 1      | 595   |
| 6    | Fénix                | 1      | 394   |
| 7    | Xtreme Tiger         | 2      | 322   |
| 8    | Australian Suicide   | 1      | 211   |
| 9    | Juventud Guerrera    | 1      | 197   |
| 10   | Johnny Mundo         | 1      | 196   |
| 11   | Sammy Guevara        | 1      | 175   |
| 12   | Lanzeloth            | 1      | 118   |
| 13   | Matt Riddle          | 1      | 112   |
| 14   | Alex Koslov          | 2      | 32    |
| –    | Lio Rush             | –      | –     |